# Transport kolejowy w Sudanie

Linie kolejowe w Sudanie (tylko te o rozstawie 1067 mm)

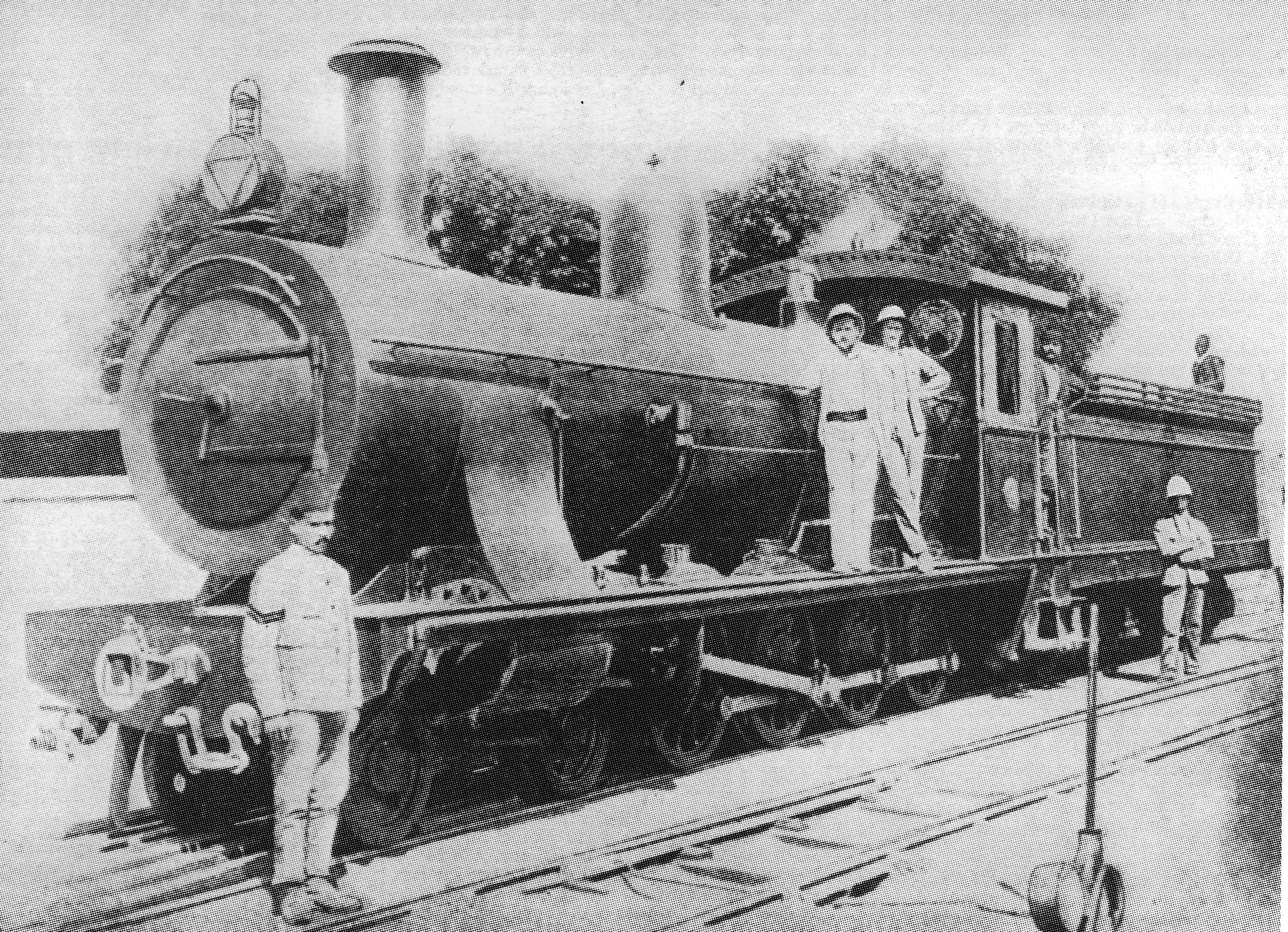
Parowóz w Sudanie około 1898

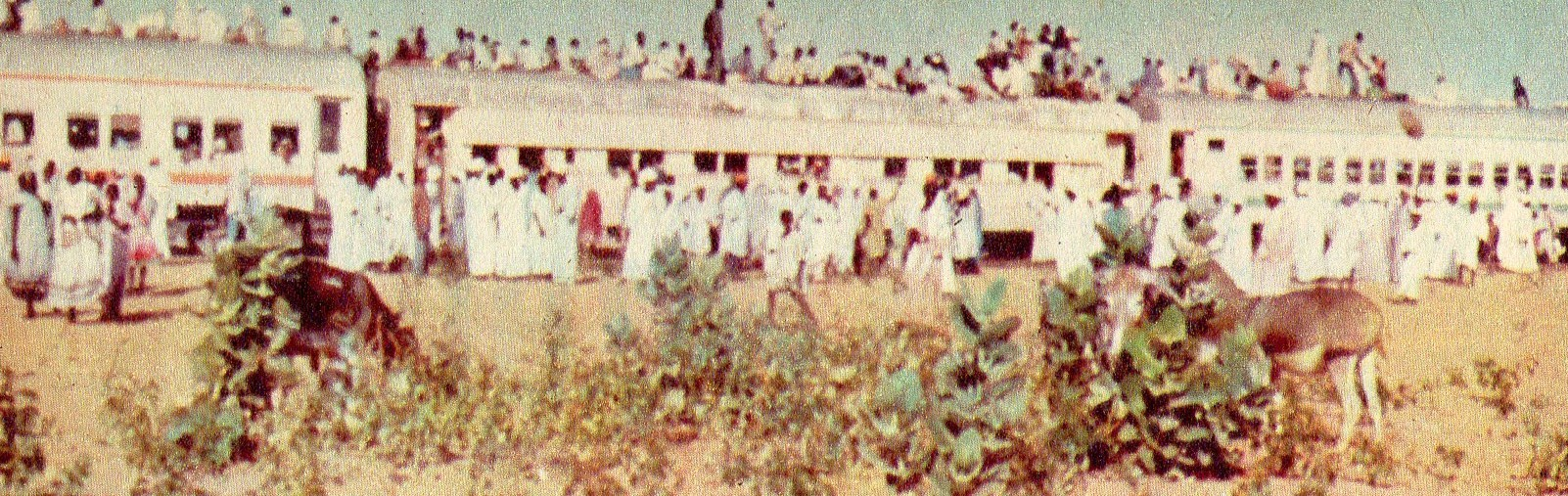
Pociąg z Chartumu do Nijali w 1985

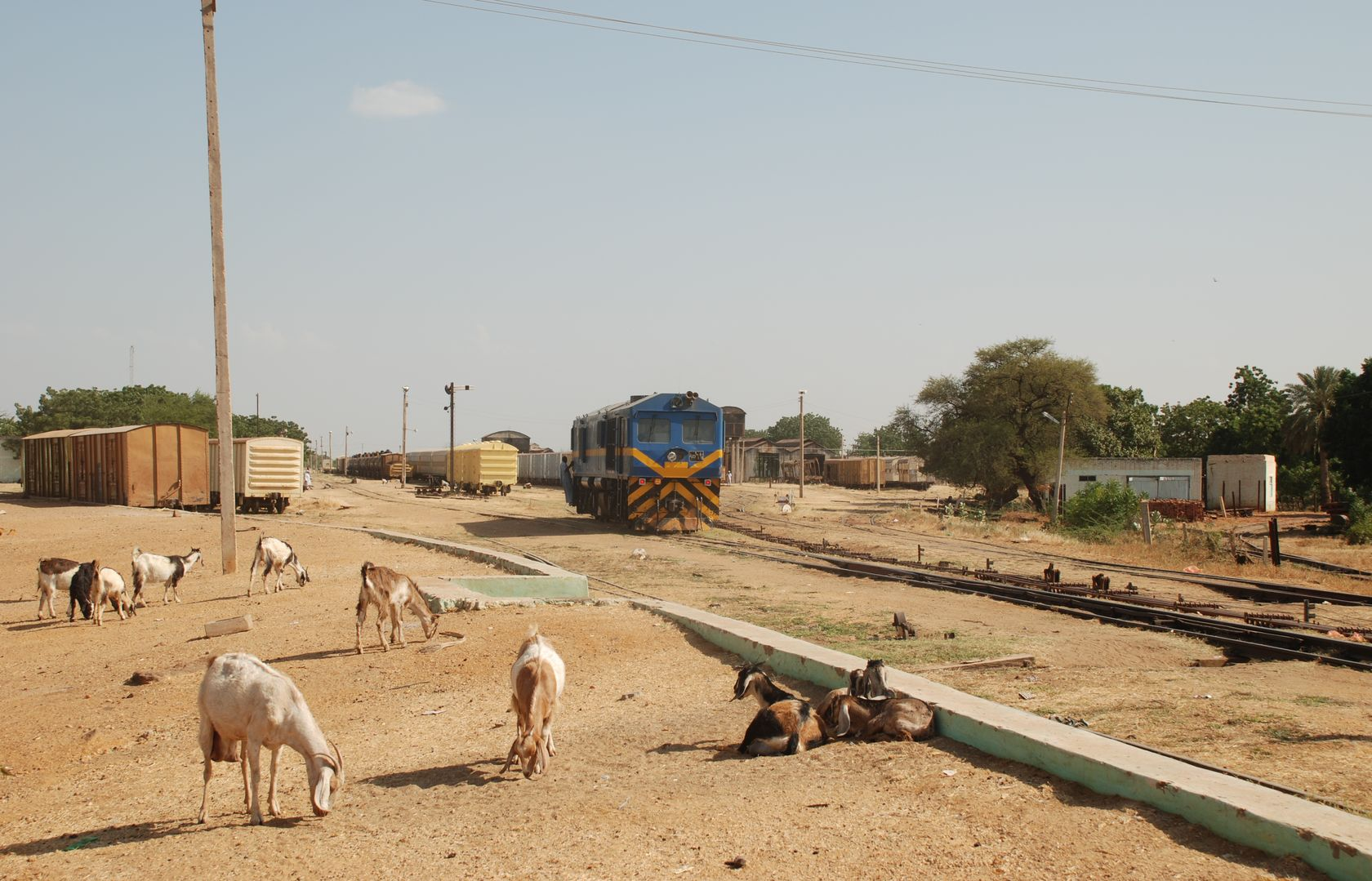
Stacja w Kosti

Transport kolejowy w Sudanie – system transportu kolejowego działający na terenie Sudanu.
W Sudanie istnieje łącznie 7251 km linii kolejowych, z czego 5851 km to linie o rozstawie przylądkowym, zaś 1400 km to linie o rozstawie szyn 600 mm (linie służące plantacjom bawełny). Wszystkie linie są niezelektryfikowane. Państwowy przewoźnik to Sudan Railways Corporation.

## Historia
Historia kolei w Sudanie rozpoczęła się wraz z kampanią Lorda Kitchenera przeciwko powstaniu Mahdiego w roku 1896. Początkowo zbudowana została polowa kolej wojskowa od granicy egipskiej w stronę Chartumu, ale potem tym samym szlakiem poprowadzono normalny szlak kolejowy. Jako rozstaw szyn został wybrany „rozstaw przylądkowy” – 1067 mm.
| Trasa                        | Lata budowy | Długość |
| ---------------------------- | ----------- | ------- |
| Wadi Halfa – Abu Hamad       | 1897–1898   | 350 km  |
| Abu Hamad – Atbara           | 1898        | 244 km  |
| Atbara – Chartum             | 1898–1900   | 313 km  |
| Atbara – Port Sudan          | 1904–1906   | 474 km  |
| Stacja No. 10 – Kerima       | 1905        | 222 km  |
| Chartum – Kosti – El Obeid   | 1909–1911   | 689 km  |
| Haiya – Kassala              | 1923–1924   | 347 km  |
| Kassala – Al-Kadarif         | 1924–1928   | 218 km  |
| Al-Kadarif – Sinnar          | 1928–1929   | 237 km  |
| Sinnar – Damazine            | 1953–1954   | 227 km  |
| Aradeiba Junction – Babanusa | 1956–1957   | 354 km  |
| Babanusa – Nyala             | 1957–1959   | 335 km  |
| Babanusa – Wau               | 1959–1962   | 444 km  |
| Girba – Digiam               | 1962        | 70 km   |
| Muglad – Abu Gabra           | 1995        | 52 km   |

### Koleje rolnicze Al-Dżazira
Sieć wąskotorowych (prześwit 610 mm) rolniczych linii kolejowych w prowincji Al-Dżazira jest jedną z najdłuższych takich sieci na świecie. Podobne systemy istnieją w Egipcie w okolicach Luksoru, ale w znacznie mniejszej skali. Budowa kolejek została rozpoczęta w latach 20. XX wieku i trwała aż do lat 60. Sumaryczna długość linii to 716 km. Są używane głównie do przewozów płodów rolnych, paliwa oraz artykułów spożywczych do wsi leżących w regionie. Kursowanie kolejek jest często zawieszane w porze deszczowej.

### Separacja Sudanu Południowego
Wraz z podziałem państwa połowa linii (248 km) Babanusa – Wau weszła w skład kolei południowosudańskich.

## Przyszłość
Przy pomocy chińskich przedsiębiorców jest prowadzona rewitalizacja linii Chartum – Port Sudan. Ze względu na duże obciążenie towarowe linii istnieją koncepcje dobudowania na niej drugiego toru albo zbudowania równoległej trasy normalnotorowej.
Istnieją plany budowy transafrykańskiego korytarza transportowego wschód–zachód, Port Sudan – Dakar, ale żadne praktyczne działania nie zostały podjęte. Na chwilę obecną w korytarzu tym istnieją linie Port Sudan – Nyala i Dakar – Bamako.
Plany połączenia z sieciami państw południowoafrykańskich (Kenia, Uganda) są teraz w gestii kolei południowosudańskich.
Od wielu lat toczą się rozmowy w sprawie wybudowania połączenia z egipską siecią kolejową, które zostało utracone po stworzeniu sztucznego Jeziora Nasera. Wymagałoby to dobudowania 450 km torów po stronie egipskiej i 50 km po stronie sudańskiej. Wdrożenie projektu zależy w większości od woli politycznej Egiptu.
Istnieje nikła szansa wznowienia połączeń z Erytreą, ponieważ sieć kolejowa tego kraju została ograniczona do okazjonalnie używanego w ruchu turystycznym odcinka Asmara – Massaua.

## Połączenia pasażerskie
Centrum połączeń pasażerskich jest Chartum, pociągi jeżdżą w takcie od codziennych (Atbara) do jednej jazdy na tydzień (Wadi Halfa). Wagony osobowe są często prowadzone w pociągach mieszanych towarowo-osobowych. W każdym pociągu podróżuje kilkuosobowy oddział sił bezpieczeństwa.
Połączenia pasażerskie w Sudanie:
- Chartum – Wadi Halfa
- Chartum – Port Sudan
- Chartum – El Obeid ruch niepotwiedzony
- Chartum – Nyala
- Chartum – Wau połączenie międzynarodowe, w organizacji po rewitalizacji linii w roku 2010

## Połączenia towarowe
W roku 2006 przewozy towarowe w całym kraju wyniosły 1 317 792 ton. Średni czas powrotu wagonu wynosił 25 dni, co jest wartością wysoką nawet w porównaniu z transportem drogowym po nieutwardzonych drogach.